# 立川市立立川第二中学校
立川市立立川第二中学校（たちかわしりつたちかわだいにちゅうがっこう）とは、東京都立川市曙町3丁目にある公立中学校である。

## 校歌
- 原田重久作詞／宇賀神敏道作曲

## 著名な卒業生
- 三浦友和（俳優）
- 酒井大史 (東京都立川市長)
- ジェシー（俳優） [1]

## 著名な教職員
- 根津公子（家庭科教諭）